# Thorsby (Alberta)
Pour les articles homonymes, voir Thorsby.
Thorsby est un village (village) du Comté de Leduc, situé dans la province canadienne d'Alberta.

## Démographie
En tant que localité désignée dans le recensement de 2011, Thorsby a une population de 797 habitants dans 334 de ses 373 logements, soit une variation de -15.7% avec la population de 2006. Avec une superficie de 3,869 8 km2, village possède une densité de population de 205,953 8 hab/km2 en 2011.
Concernant le recensement de 2006, Thorsby abritait 945 habitants dans 388 de ses 397 logements. Avec une superficie de 2,920 6 km2, village possédait une densité de population de 323,6 hab/km2 en 2006.
| 2001 | 2006 | 2011 | 2016 |
| ---- | ---- | ---- | ---- |
| 799  | 945  | 951  | 985  |